# 철 보충제
철 보충제(鐵補充劑, 영어: iron supplement)는 철결핍성 빈혈을 포함한 철 결핍을 치료하고 예방하는 데 사용되는 다양한 철 제제이다. 철분 보충제(鐵分補充劑), 철 염(鐵鹽, 영어: iron salt), 철 알약(영어: iron pill)이라고도 한다. 예방을 위해 흡수가 잘 안되는 사람, 월경량이 많은 사람, 임신, 혈액 투석, 철분이 적은 식단을 섭취하는 사람에게만 권장된다. 예방 용도로 저체중 출생아에게도 사용될 수 있다. 철 보충제는 경구로 복용하거나, 정맥에 주사하거나, 근육에 주사한다. 효과는 며칠 내에 나타날 수 있지만 철분 수치가 정상으로 돌아올 때까지 최대 2개월이 필요할 수 있다.

## 같이 보기
- 사람의 철 대사
- 철 제제